# Léopold Anoul
Léopold Anoul (ur. 19 sierpnia 1922 w Liège  – zm. 11 lutego 1990) – belgijski piłkarz grający na pozycji napastnika. W swojej karierze rozegrał 48 meczów w reprezentacji Belgii i strzelił w nich 20 goli.

## Kariera klubowa
Swoją karierę piłkarską Anoul rozpoczął w klubie RFC Liège. W jego barwach zadebiutował w sezonie 1945/1946. Grał w nim do końca sezonu 1956/1957. W sezonach 1951/1952 i 1952/1953 wywalczył z RFC dwa tytuły mistrza Belgii.
W 1957 roku Anoul odszedł do Standardu Liège. W sezonie 1957/1958 został ze Standardem mistrzem Belgii. Po sezonie 1959/1960 zakończył karierę piłkarską.

## Kariera reprezentacyjna
W reprezentacji Belgii Anoul zadebiutował 4 maja 1947 roku w przegranym 1:2 towarzyskim meczu z Holandią, rozegranym w Antwerpii. W debiucie zdobył gola. W 1954 roku został powołany do kadry na mistrzostwa świata w Szwajcarii. Na tym turnieju rorzegrał dwa mecze: z Anglią (4:4) i Włochami (1:4). W meczu z Anglią strzelił dwie bramki, a z Włochami jedną. Od 1947 do 1954 roku rozegrał w kadrze narodowej 48 meczów i strzelił 20 goli.